# Josef Škoda
Josef Škoda (Plzeň, 1805 – Vienna, 1881) è stato un medico ceco.
Nel 1846 si stabilì a Vienna, ove divenne docente all'università. Studioso di semeiotica, esaminò le opere di René Laennec e Pierre Adolphe Piorry, traendone la sua Abhandlung über Percussion und Auscultation (1839), tradotta in francese da François-Amilcar Aran. Era il fratello di Franz Von Ritter Skoda anche lui medico e padre di Emil Škoda che fonderà l'industria omonima.